# Liste von Terroranschlägen im Jahr 1972
Die Liste von Terroranschlägen im Jahr 1972 enthält eine unvollständige Auswahl von Terroranschlägen, die im Jahr 1972 passierten. Attentate werden gesondert in der Liste bekannter Attentate behandelt. Die Liste von Sprengstoffanschlägen listet auch nichtterroristische Anschläge. Die Liste von Flugzeugentführungen enthält eine Liste mit meist terroristischem Hintergrund. Im Artikel Rechtsterrorismus werden weitere terroristische Anschläge aufgezählt.

## Erläuterung
In der Spalte Politische Ausrichtung ist die politische bzw. weltanschauliche Einordnung der Täter angegeben: faschistisch, rassistisch, nationalistisch, nationalsozialistisch, sozialistisch, kommunistisch, antiimperialistisch, islamistisch (schiitisch, sunnitisch, deobandisch, salafistisch, wahhabitisch), hinduistisch. Bei vorrangig auf staatliche Unabhängigkeit oder Autonomie zielender Ausrichtung ist autonomistisch vorangestellt, gefolgt von der Region oder der Volksgruppe und ggf. weiteren Merkmalen der Täter: armenisch, irisch (katholisch), kurdisch, tirolisch, tschetschenisch, dagestanisch, punjabisch (sikhistisch), palästinensisch.
Die Opferzahlen der Anschläge werden farbig dargestellt:

Die Zahl bei den Anschlägen getöteter/verletzter Täter ist in Klammern ( ) gesetzt.

## Januar
| Datum/Beginn    | Betroffenes Land | Anschlag                             | Täter                 | Politische Ausrichtung                  | Mittel      | Ziel              | Tote | Verletzte | Hintergrund |
| --------------- | ---------------- | ------------------------------------ | --------------------- | --------------------------------------- | ----------- | ----------------- | ---- | --------- | ----------- |
| 26. Januar 1972 | Tschechoslowakei | Jugoslovenski-Aerotransport-Flug 367 | Ustascha              | kroatisch-nationalistisch, faschistisch | Sprengstoff | Verkehrsflugzeug  | 27   | 1         |             |
| 26. Januar 1972 | USA              | Anschlag in New York City            | Jewish Defense League | rechtsextremistisch                     | Sprengstoff | Vorverkaufsstelle | 1    | 13        |             |

## Februar
| Datum/Beginn     | Betroffenes Land       | Anschlag                  | Täter            | Politische Ausrichtung            | Mittel      | Ziel                       | Tote | Verletzte | Hintergrund        |
| ---------------- | ---------------------- | ------------------------- | ---------------- | --------------------------------- | ----------- | -------------------------- | ---- | --------- | ------------------ |
| 01. Februar 1972 | Vereinigtes Königreich | Anschlag in Belfast       | IRA              | autonomistisch, irisch-katholisch | Sprengstoff | Militär                    | 7    | 17        | Nordirlandkonflikt |
| 02. Februar 1972 | Deutschland            | Anschlag in Berlin-Kladow | Bewegung 2. Juni | anarchistisch, autonom            | Sprengstoff | Britischer Yachtclub       | 1    | 0         |                    |
| 19. Februar 1972 | Japan                  | Anschlag in Karuizawa     | United Red Army  | kommunistisch                     | Geiselnahme |                            | 3    | 12        |                    |
| 21. Februar 1972 | Vereinigtes Königreich | Anschlag in Belfast       | IRA              | autonomistisch, irisch-katholisch | Sprengsatz  | IRA-Mitglieder             | 4    |           | Nordirlandkonflikt |
| 22. Februar 1972 | Vereinigtes Königreich | Anschlag in Aldershot     | IRA              | autonomistisch, irisch-katholisch | Sprengstoff | Militärkaserne, Zivilisten | 7    | 19        | Nordirlandkonflikt |

## März
| Datum/Beginn  | Betroffenes Land       | Anschlag            | Täter | Politische Ausrichtung            | Mittel     | Ziel                                                    | Tote | Verletzte | Hintergrund        |
| ------------- | ---------------------- | ------------------- | ----- | --------------------------------- | ---------- | ------------------------------------------------------- | ---- | --------- | ------------------ |
| 04. März 1972 | Vereinigtes Königreich | Anschlag in Belfast | IRA   | autonomistisch, irisch-katholisch | Sprengsatz | Restaurant                                              | 2    | 130       | Nordirlandkonflikt |
| 06. März 1972 | Vereinigtes Königreich | Anschlag in Belfast |       |                                   | Autobombe  | Stadtzentrum                                            | 0    | 56        | Nordirlandkonflikt |
| 20. März 1972 | Vereinigtes Königreich | Anschlag in Belfast | IRA   | autonomistisch, irisch-katholisch | Autobombe  | Polizisten, Zivilisten und Soldaten vor Zeitungsgebäude | 7    | 148       | Nordirlandkonflikt |

## April
| Datum/Beginn   | Betroffenes Land | Anschlag             | Täter      | Politische Ausrichtung | Mittel      | Ziel                    | Tote | Verletzte | Hintergrund |
| -------------- | ---------------- | -------------------- | ---------- | ---------------------- | ----------- | ----------------------- | ---- | --------- | ----------- |
| 04. April 1972 | Kanada           | Anschlag in Montreal | Young Cuba |                        | Sprengstoff | Kubanisches Handelsbüro | 1    | 7         |             |

## Mai
| Datum/Beginn | Betroffenes Land       | Anschlag                     | Täter                 | Politische Ausrichtung                                                                                      | Mittel        | Ziel                                | Tote    | Verletzte | Hintergrund                           |
| ------------ | ---------------------- | ---------------------------- | --------------------- | --- | ------------- | ----------------------------------- | ------- | --------- | ------------------------------------- |
| 11. Mai 1972 | Deutschland            | Anschlag in Frankfurt        | RAF                   | antifaschistisch, antiimperialistisch, kommunistisch, maoistisch, marxistisch–leninistisch, antizionistisch | 3 Sprengsätze | US-Armee-Hauptquartier              | 1       | 13        | Mai-Offensive der RAF                 |
| 12. Mai 1972 | Deutschland            | Anschlag in München          | RAF                   | antifaschistisch, antiimperialistisch, kommunistisch, maoistisch, marxistisch–leninistisch, antizionistisch | Autobombe     | Landeskriminalamt                   | 0       | 10        | Mai-Offensive der RAF                 |
| 12. Mai 1972 | Deutschland            | Anschlag in Augsburg         | RAF                   | antifaschistisch, antiimperialistisch, kommunistisch, maoistisch, marxistisch–leninistisch, antizionistisch | 2 Sprengsätze | Polizeidirektion                    | 0       | 7         | Mai-Offensive der RAF                 |
| 19. Mai 1972 | Deutschland            | Anschlag in Hamburg          | RAF                   | antifaschistisch, antiimperialistisch, kommunistisch, maoistisch, marxistisch–leninistisch, antizionistisch | 5 Sprengsätze | Verlagsgebäude der Axel-Springer-AG | 0       | 38        | Mai-Offensive der RAF                 |
| 24. Mai 1972 | Deutschland            | Anschlag in Heidelberg       | RAF                   | antifaschistisch, antiimperialistisch, kommunistisch, maoistisch, marxistisch–leninistisch, antizionistisch | Autobombe     | US-Soldaten                         | 3       | 6         | Mai-Offensive der RAF                 |
| 28. Mai 1972 | Vereinigtes Königreich | Anschlag in Belfast          | IRA                   | autonomistisch, irisch-katholisch                                                                           | Sprengsatz    | Zivilisten, IRA-Mitglieder          | 4 (+4)  |           | Nordirlandkonflikt                    |
| 30. Mai 1972 | Israel                 | Massaker am Flughafen Lod    | Japanische Rote Armee | kommunistisch, marxistisch-leninistisch, antiimperialistisch, antizionistisch                               | Schusswaffen  | Verkehr                             | 26 (+2) | 79 (+1)   | Israelisch-Palästinensischer Konflikt |
| 31. Mai 1972 | Italien                | Anschlag in Savogna d’Isonzo | Ordine Nuovo          | neofaschistisch                                                                                             | Autobombe     | Polizisten                          | 3       | 2         |                                       |

## Juni
| Datum/Beginn  | Betroffenes Land | Anschlag           | Täter | Politische Ausrichtung | Mittel     | Ziel                    | Tote | Verletzte | Hintergrund |
| ------------- | ---------------- | ------------------ | ----- | ---------------------- | ---------- | ----------------------- | ---- | --------- | ----------- |
| 15. Juni 1972 | Südvietnam       | Anschlag in Pleiku |       |                        | Sprengsatz | Cathay-Pacific-Flugzeug | 81   | 0         |             |

## Juli
| Datum/Beginn  | Betroffenes Land       | Anschlag             | Täter | Politische Ausrichtung            | Mittel       | Ziel                            | Tote | Verletzte | Hintergrund        |
| ------------- | ---------------------- | -------------------- | ----- | --------------------------------- | ------------ | ------------------------------- | ---- | --------- | ------------------ |
| 21. Juli 1972 | Vereinigtes Königreich | Anschläge in Belfast | PIRA  | autonomistisch, irisch-katholisch | Sprengstoff  | Infrastruktur, Gebäude, Polizei | 11   | 130       | Nordirlandkonflikt |
| 31. Juli 1972 | Vereinigtes Königreich | Anschlag in Claudy   | IRA   | autonomistisch, irisch-katholisch | 3 Autobomben | Zivilisten                      | 9    | 30        | Nordirlandkonflikt |

## September
| Datum/Beginn       | Betroffenes Land | Anschlag                | Täter                    | Politische Ausrichtung         | Mittel      | Ziel                     | Tote    | Verletzte | Hintergrund                           |
| ------------------ | ---------------- | ----------------------- | ------------------------ | ------------------------------ | ----------- | ------------------------ | ------- | --------- | ------------------------------------- |
| 05. September 1972 | Deutschland      | Geiselnahme von München | BSO                      | autonomistisch-palästinensisch | Geiselnahme | Veranstaltung            | 12 (+5) |           | Israelisch-Palästinensischer Konflikt |
| 16. September 1972 | Australien       | Anschlag in Sydney      | Kroatische Nationalisten | kroatisch-nationalistisch      | Sprengstoff | Jugoslawisches Reisebüro | 0       | 16        |                                       |

## Oktober
| Datum/Beginn     | Betroffenes Land       | Anschlag            | Täter    | Politische Ausrichtung      | Mittel      | Ziel               | Tote | Verletzte | Hintergrund        |
| ---------------- | ---------------------- | ------------------- | -------- | --------------------------- | ----------- | ------------------ | ---- | --------- | ------------------ |
| 04. Oktober 1972 | Frankreich             | Anschlag in Paris   | Neonazis | neonazistisch               | Sprengstoff | PLO-Buchhandlung   | 0    | 2         |                    |
| 31. Oktober 1972 | Vereinigtes Königreich | Anschlag in Belfast | UDA      | protestantisch-unionistisch | Autobombe   | Katholische Kneipe | 2    | 12        | Nordirlandkonflikt |

## Dezember
| Datum/Beginn      | Betroffenes Land       | Anschlag                | Täter                       | Politische Ausrichtung                 | Mittel                                      | Ziel                    | Tote | Verletzte | Hintergrund |
| ----------------- | ---------------------- | ----------------------- | --------------------------- | -------------------------------------- | ------------------------------------------- | ----------------------- | ---- | --------- | ----------- |
| 20. Dezember 1972 | Vereinigtes Königreich | Anschlag in Londonderry | Protestantische Extremisten | protestantisch-unionistisch            | Schusswaffe                                 | Zivilisten in einer Bar | 5    |           |             |
| 31. Dezember 1972 | USA                    | Anschlag in New Orleans | Republic of New Afrika      | sozialistisch, schwarz-nationalistisch | Halbautomatisches Karabinergewehr, Revolver | Polizeigelände          | 2    | 2         |             |